# مارغريت فرانك
مارغريت فرانك (بالإنجليزية: Marguerite Frank)‏ هي رياضياتية وعَالِمَة حاسوب ومهندسة أمريكية، ولدت في 8 سبتمبر 1927 في فرنسا.